# Kiskrassó község
Kiskrassó község (románul: Comuna Lupac) község Krassó-Szörény megyében, Romániában. Központja Kiskrassó, beosztott falvai Kengyeltó, Krassócsörgő, Vizes.

## Népessége
A 2011-es népszámlálás adatai alapján a község népessége 2677 fő volt.